# Banyumas (Sampang)
Banyumas is een bestuurslaag in het regentschap Sampang van de provincie Oost-Java, Indonesië. Banyumas telt 2563 inwoners (volkstelling 2010).